# Bozidar Jankovic
Ne pas confondre avec Božo Janković, footballeur international yougoslave né en 1951.
Bozidar Jankovic, né le 2 décembre 1946 à Belgrade, est un footballeur yougoslave (puis serbe), évoluant au poste d'attaquant dans les années 1970.

## Biographie
Bozidar Jankovic joue 202 matchs en Division 2 française, pour 67 buts inscrits.
Il évolue avec quatre clubs différents, principalement à l'USG Boulogne et au FC Lorient.